# そら (新垣結衣のアルバム)
『そら』は、新垣結衣のデビュー・アルバム。2007年12月5日にWARNER MUSIC JAPANから発売された。

## 概要
初回限定盤と通常盤の計2形態での発売となり、いずれも初回プレス出荷分には、12月21日に行われた、新垣初の日本武道館イベントの応募券と、QRコードを記載した特製カードが封入されている。特製カードでは、QRコードを読み取ってアクセスすると、ガッキーモーション（携帯電話を振ったりカーソルでなぞったりすると、新垣の写真の顔が変わるもの）が無料でダウンロード出来るサービスが12月16日まで行われた。また、初回限定盤のジャケットは、新垣本人描き下ろしのオリジナルイラストとなっており、通常盤は収録曲「heavenly days」のPVなどを収めたDVD付属となっている。
本作には、安藤裕子やH ZETT M、クボケンジ（メレンゲ）、つじあやの、古内東子、ミト（クラムボン）といったミュージシャンが楽曲提供をしている。
本作発売後の1週間後には、本作収録のうち4曲のPVを収録したDVD『そらFilms』が発売された。

## 収録曲

### CD
1. heavenly days
作詞：新原陽一、作曲：クボケンジ、編曲：松岡モトキ・阿部尚徳
東宝配給映画『恋空』挿入歌
PVは2種類制作された。
2. オレンジ
作詞・作曲・編曲：渡辺健二（スネオヘアー）
3. 陽のかげる丘
作詞・作曲：安藤裕子、編曲：山本隆二
アサヒ飲料『三ツ矢サイダー』CMソング
安藤にとって他アーティストへの楽曲提供は初となる。
4. メモリーズ
作詞・作曲：つじあやの、編曲：松岡モトキ・阿部尚徳、ストリングスアレンジ：竹内純
シネカノン配給映画『恋するマドリ』主題歌
アルバム発売前の8月6日より、4日間限定の着うた先行配信が行われた。
つじあやのにとって他アーティストへの楽曲提供は初となる。
5. ひかり
作詞：新垣結衣、作曲：葛谷葉子、編曲：知野芳彦
新垣本人が初めて作詞を手掛けた楽曲である。
6. Sign of the moon 〜interlude〜
作曲：高橋啓太、編曲：オトナモード
インストゥルメンタル曲
オトナモードにとって他アーティストへの楽曲提供および楽曲プロデュースは初となる。
7. スターライト
作詞・作曲・編曲：ミト <from clammbon>
8. ペアリング
作詞・作曲：古内東子、編曲：松岡モトキ・阿部尚徳
9. 愛を知りたくて
作詞・作曲：つじあやの、編曲：森俊之
10. そら
作詞：新垣結衣、作曲：H ZETT M、編曲：浅田信一
本作のタイトル曲
PVのコンセプトは「頑張っている人」。それに適した役者を探すためオーディションを行った結果、ザブングルの加藤歩がメッセンジャー役として起用された。

### DVD
1. 「heavenly days」プロモーションビデオ
2. 「heavenly days」プロモーションビデオ＋メイキング映像

## 演奏
- 新垣結衣
  - Vocal (#1-5.7.8.9.10)
  - Chorus (#1-6.8.9.10)
- 阿部尚徳：Programming (#1.4.8)
- 小西昭次郎：Drums (#1.4)
- 沖山優司：Bass (#1.8)
- 八橋義幸：Electric Guitar (#1.4.8)
- 松岡モトキ：Acoustic Guitar (#1.4.8)
- 伊藤隆博：Piano (#1.4.8)
- 朝倉真司：Drums & Percussion (#2)
- イワイエイキチ：Bass (#2)
- スネオヘアー：Guitar (#2)
- 池田貴史：Keyboards (#2)
- 山本隆二：Piano, Programming (#3)
- 矢部浩志 (カーネーション)：Drums (#3)
- 大田譲 (カーネーション)：Bass (#3)
- 山本タカシ：Acoustic Guitar (#3)
- CHICAストリングス：Strings (#3)
- 阿部光一郎：Bass (#4)
- つじあやの：Ukulele (#4.9)
- 竹内純ストリングス：Strings (#4)
- 知野芳彦：Programming, Bass, Acoustic Guitar (#5)
- 宗本康兵：Piano (#5)
- 弦一徹ストリングス：Strings (#5)
- 小野田尚史 (オトナモード)：Drums (#6)
- 林陽介 (オトナモード)：Bass (#6)
- 高橋啓太 (オトナモード)：Acoustic Guitar (#6)
- 伊原真一 (オトナモード)：Electric Guitar (#6)
- 山本健太 (オトナモード)：Keyboards (#6)
- 柏倉隆史 (toe, the HIATUS)：Drums, Percussion (#7)
- 末光篤：Piano, Tambourine (#7)
- ミト (クラムボン)：Other Instruments (#7)
- 佐野康夫：Drums (#8)
- 岡村美央：Violin (#8)
- 庵原良司：Flute (#8)
- 森俊之：Piano, Programming (#9)
- 江口信夫：Drums (#9)
- 渡辺等：Bass (#9)
- 古川昌義：Acoustic Guitar (#9)
- 後藤勇一郎ストリングス：Strings (#9)
- 浅田信一：Programming (#10)
- 玉田豊夢：Drums (#10)
- 高間有一：Bass (#10)
- 石崎光：Acoustic Guitar, Electric Guitar (#10)
- 平畑徹也：Piano (#10)
- 稲葉健一：Pedal Steel (#10)